# نيكولاي لاريونوف
نيكولاي لاريونوف (بالروسية: Ларионов, Николай Евгеньевич)‏ (مواليد 19 يناير 1957) هو لاعب كرة قدم. لعب مع منتخب الاتحاد السوفيتي لكرة القدم. سبق له أن لعب في كأس العالم لكرة القدم مع منتخب بلاده.

## روابط خارجية
- نيكولاي لاريونوف على موقع الاتحاد الدولي (مؤرشف)  (الإنجليزية)
- نيكولاي لاريونوف على موقع الاتحاد الأوربي (الإنجليزية)
- نيكولاي لاريونوف على موقع قاعدة بيانات كرة القدم.إي يو (الإنجليزية)
- نيكولاي لاريونوف على موقع ناشيونال فوتبول تيمز (الإنجليزية)
- نيكولاي لاريونوف على موقع Soccerway.com (الإنجليزية)